# Giorgio Torelli

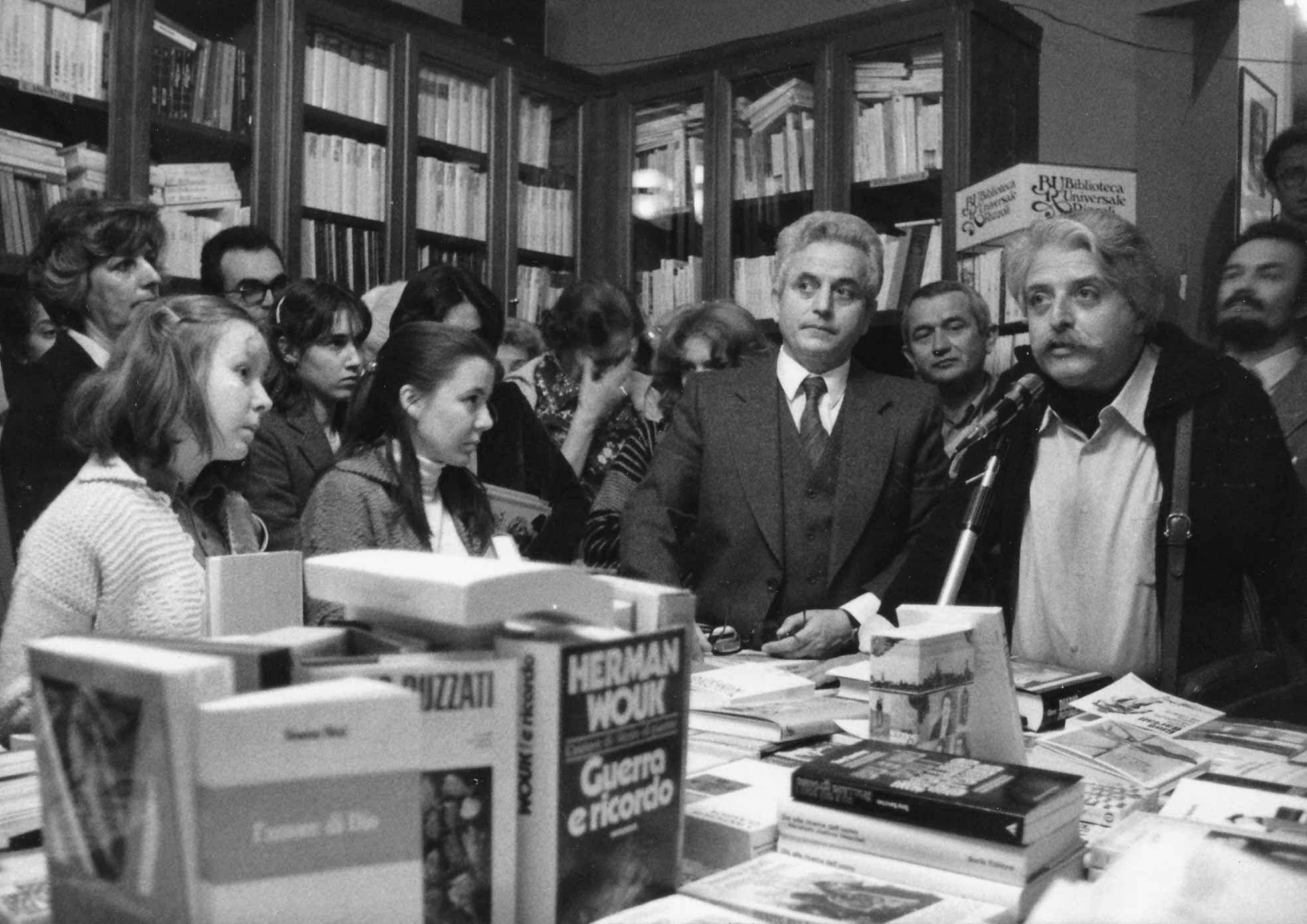
Giorgio Torelli (a destra) con Matteo Perrini (1980).

Giorgio Torelli (Parma, 26 febbraio 1928 – Milano, 6 aprile 2023) è stato un giornalista e scrittore italiano.

## Biografia
Diplomato al liceo classico Romagnosi di Parma, nel 1954 lasciò l'università al quinto anno di medicina per fare il giornalista a tempo pieno. Dopo soli tre mesi alla Gazzetta di Parma, si trasferì a Milano, dove, in 40 anni di carriera, fece l'inviato speciale per sette quotidiani e cinque settimanali, tra i quali Candido (dal 1958 al 1961), Grazia ed Epoca (dal 1971 al 1974). Nel 1974 fu, con Indro Montanelli, tra i fondatori del Giornale. Sul quotidiano tenne per alcuni anni una fortunata rubrica, "Cosa nostra" (il titolo, volutamente allusivo, fu scelto dallo stesso Montanelli), che uscì ogni martedì, giovedì e domenica. Successivamente tenne rubriche come opinionista sui quotidiani Avvenire e Il Giorno.
Dal 2012 collaborò stabilmente con la Gazzetta di Parma, alternando alla produzione consueta anche articoli scritti integralmente in dialetto parmigiano. Alla fine del 2013, quaranta di questi articoli sono stati raccolti in volume dalla Gazzetta di Parma, sotto il titolo  Eravamo una piccola città. Torelli scrisse una trentina di libri, dei quali uno solo in forma di romanzo (La Parma voladora).

## Opere
- Pagine di un passaporto Cappelli, 1969 (Premiolino)
- I provocatori. Storie di uomini di buona volontà  Mondadori, 1972 (Premio Campione per il giornalismo)
- Bambole di Felicita Frai  Edizioni Due Fiumi, 1975
- Se molti uomini di poco conto... in molti posti di poco conto facessero cose di poco conto la faccia della terra potrebbe cambiare, E.M.I., 1975
- Cosa nostra  Rusconi, 1975
- Avanti adagio, quasi indietro. Cosa nostra n. 2,  Rusconi, 1976
- I giorni della merla. Cosa nostra n. 3,  Rusconi, 1977
- A pelo d'Africa. Al Congo su ali di tela, Rusconi, 1978
- L'ulivo in tavola. Cosa nostra n. 4,  Rusconi, 1978
- La magnolia padronale. Cosa nostra n. 5, Rusconi, 1979
- Da ricco che era. La frontiera del dottor Candia sul Rio Delle Amazzoni, Nuova Editoriale, 1979
- Il celeste delle colline. Storie di Pino a Bosco del Papa, Nuova Editoriale, 1981
- La pazienza di Dio, De Agostini, 1984
- L'erba di Galilea, De Agostini, 1985
- Baba Camillo e altre storie d'Africa De Agostini Scuola, 1987
- Fascino di terre lontane Grafica e arte, 1988 (con Angelo Costalonga e Folco Quilici)
- Caro Gesù, facciamo amicizia? De Agostini Ragazzi, 1989 (con Annie Fitzgerald)
- Dopo cena dal cardinale, Paoline, 1992
- Luoghi della speranza. Il Brasile di Marcello Candia, Silvana, 1992
- Il buco della Giacoma, Silva, 1994
- La Parma voladora, Camunia, 1996
- Cronista in aeroplano a elica e a jet in cerca di storie, Giunti, 1997
- * 1930-1950. Da eja eja alalà alla democrazia in scooter, Monte Università Parma, 2003
- Alla ventura col capitano Bottego, Monte Università Parma, 2003
- Una cometa in prestito, Àncora, 2003
- Gli ascari del tenente Indro e altri ascari, Ares, 2004
- Padre Lino. Fortemente indiziato di santità, Àncora, 2004
- La Rimpatriata, Àncora, 2004
- Gesù nasce sul pianoforte di zia Elisa. Storie e ricordi di Natale, Àncora, 2005
- Marcello Candia, che straordinaria persona, Àncora, 2006
- Il Padreterno e Montanelli, Àncora, 2006
- La luna nell'oblò. Sto volando di notte e la memoria si mette a raccontare, Àncora, 2007
- I baffi di Guareschi. Ritratto a mano libera dell'inventore di Don Camillo, Àncora, 2008
- Sul cappello che noi portiamo. Perché gli italiani amano gli Alpini, Àncora, 2010
- Dal nostro inviato speciale nel presepio. Interviste esclusive, Àncora, 2011
- Eravamo una piccola città, strenna della Gazzetta di Parma, 2013

Per il Natale 2018 ha pubblicato la sua traduzione integrale del Vangelo secondo Marco in dialetto parmigiano: "Al Vangel äd Marco in pramzan dal sas".

## Premi
- Premio Internazionale Medaglia d'Oro al merito della Cultura Cattolica (1991) [3]
- Premio Sant'Ilario (2002)